# 療癒
療癒（或称治愈），是讓患病或受傷的生物恢復健康的過程。生物在遭受到物理損傷或罹患疾病時，會使生物的細胞、組織、器官、生物系統無法發揮其原本的功能，療癒可以使生物從這樣的狀態中恢復健康。在精神病學及心理學中，療癒是指將對象從悲傷等負面情緒中脫離、或是使減緩、消除精神病對對象的影響。

## 过去与现在的用法
圣经多次出现耶稣基督将人们“療癒”的记载，“療癒”这个词本来的意思是指宗教活动中使用超自然之力，进行治疗的动作，一般不被当作名词来使用。
在二十世纪八十年代曾出现了“療癒热潮”。在那之后，“療癒”一词便被频繁使用。该词被认为属于宗教学以及宗教人类学的领域。并被认为是一种行为，即在过着未开化社会生活的人之间出现的巫医对生病的人进行治疗时使用的驱魔行为。在上田纪行所著的《觉醒的网络》（蜗牛社，1990年出版）一书中，提到关于斯里兰卡的驱魔时使用了这个词，可以说是开启了该词现代用法的先河。因某种原因从地域社会和群体被孤立出来的人们再一次被大家当作同伴所接纳，或是借助療癒为目的的音乐，戏剧，舞蹈等，来重新构造精神网络，这些才叫做“療癒”。
现在，这个词汇有太多种的用法。大体上是以积存压力和有忧郁症倾向以及积蓄了过度紧张情绪和慢性心理疲劳的人们为对象，使用各种手段，使他们短时间或稍长时间内减轻压力。而为此目的所提供的行为，手段，数据等东西的总称，现被称为“療癒物”，“療癒商品”。我们重视它们，并且把同样的重要性赋予能够回复自我，能当作自己的住处或栖息处的东西。

## 療癒的效果和时代的需要
療癒的力量可以给予身心以持续，恒久，连续的舒畅感。“激进”这种情感因为有瞬时性，短时间的特征，而且反复无常容易给心脏以强烈刺激，所以可能会给身心都带来不好的影响。
人类在本质上身心都拥有療癒成分。特别是在身心上都积存了不少压力时采取激进的方式发泄是不合适的。虽然在泡沫经济时代对追求刺激的狂热到达白热化，但是在日本泡沫经济破灭后，社会变得不安起来，对过激的刺激也厌倦了。激进往往伴随着会导致人身伤害的危险，追求刺激是一种自虐行为。从心理学角度看，人类本质上追求的是舒适和安定平稳，人类从本质上来讲是不喜欢攻击性行为的。或者也可以这么说，因为人类是一种会极力避开攻击并设法进行自我防卫的生物，所以他们为了避开攻击而寻求療癒。